# Wolfgang Werlé
Wolfgang Werlé est un citoyen allemand qui a été condamné pour le meurtre, en 1990, de l’acteur Walter Sedlmayr,,.

## Condamnation pour meurtre
En mai 1993, Wolfgang Werlé et son demi-frère Manfred Lauber, anciens associés de Walter Sedlmayr, sont condamnés à la prison à vie pour son assassinat,. 
Wolfgang Werlé est devenu une personne connue quand lui et son complice ont été poursuivis en justice pour ce meurtre brutal d’un acteur connu, et les journaux allemands ont publié son identité pendant le procès.
Il a purgé 15 ans en prison et a été libéré sur parole en août 2007,.

## Conflit avec Wikipédia
Le 27 octobre 2009, les avocats de Werlé envoient une lettre de cease and desist à la Wikimedia Foundation, requérant que le nom de leur client soit supprimé de l'article de Wikipédia en anglais Walter Sedlmayr,.
Selon l’Electronic Frontier Foundation (EFF), les avocats de Wolfgang Werlé ont aussi attaqué en justice le fournisseur d'accès à Internet autrichien à partir duquel a été publié le nom du meurtrier. Jennifer Granick, l’avocate en chef d'EFF, a déclaré : « l’enjeu est l’intégrité de l’Histoire elle-même. Si toutes les publications devaient respecter toutes les lois de censure de toute et chaque juridiction seulement parce qu’elles sont accessibles via l’Internet global, alors nous ne serions plus capables de croire ce que l’on lit, que ce soit à propos du Falun Gong (censuré par la Chine), du roi de Thaïlande (censuré pour lèse-majesté) ou les meurtres commis en Allemagne »,.
Alors que le premier amendement de la Constitution des États-Unis protège la liberté d'expression et la liberté de la presse, et donc les articles de Wikipédia (car les serveurs de la fondation sont situés en Floride), la loi allemande cherche à protéger le nom des personnes privées d’une publicité non-souhaitée.
Le 12 novembre 2009, le New York Times rapporte que Werlé a un jugement en instance avec la Wikimedia Foundation devant un tribunal allemand. L’article de Wikipédia en allemand sur Walter Sedlmayr ne donne pas le nom du meurtrier.
Cette action en justice pour préserver l’anonymat de Werlé a paradoxalement généré une grande publicité autour de son nom. Il a été remarqué que cela est dû à l’effet Streisand.